# Pyvesos upės slėnis žemiau Rinkūnų II
Pyvesos upės slėnis žemiau Rinkūnų II este o arie protejată (sit de importanță comunitară — SCI) din Lituania întinsă pe o suprafață de 72,46 ha, integral pe uscat.

## Localizare
Centrul sitului Pyvesos upės slėnis žemiau Rinkūnų II este situat la coordonatele 56°00′53″N 24°26′07″E / 56.0147°N 24.4352°E.

## Înființare
Situl Pyvesos upės slėnis žemiau Rinkūnų II a fost declarat sit de importanță comunitară în decembrie 2021 pentru a proteja un număr necunoscut de specii din flora spontană și fauna sălbatică aflate în arealul zonei.

## Biodiversitate
Situată în ecoregiunea boreală, aria protejată conține 4 habitate naturale: Pajiști fino-scandinave uscate până la mezice, bogate în specii de altitudine mică, Pajiști aluvionare boreale nordice, Fânețe de joasă altitudine (Alopecurus pratensis, Sanguisorba officinalis), Pajiști din zone de pădure fino-scandinave.
La baza desemnării sitului se află un număr nedeclarat de specii protejate.